# Randall Shughart
Randall Shughart (Lincoln, 13 août 1958 - Mogadiscio, 3 octobre 1993) est un militaire américain. Membre de la Delta Force lors de la bataille de Mogadiscio, il est tué en protégeant le pilote d'un hélicoptère précédemment écrasé. Il fut pour cela décoré de la Medal of Honor à titre posthume.

## Biographie

### Jeunesse et engagement
Randall Shughart naît le 13 août 1958 à Lincoln dans le Nebraska où son père est officier de l'US Air Force. Après le départ à la retraite de celui-ci, la famille déménage à Newville en Pennsylvanie. Randall Shughart suit ses études secondaires à la Big Spring High School de Newville et est diplômé en 1976. Il décide alors de s'engager dans l'armée.
Après sa formation de base, il suit un entraînement avancé à la Army Airborne School de Fort Benning. En 1978, il est affecté au 2e bataillon du 75e régiment de rangers à Fort Lewis. Plusieurs mois plus tard, après une pré-formation au commandement de petites unités, il obtient une place pour suivre les cours de la Ranger School qu'il achève avec succès, obtenant ainsi son Ranger Tab. En juin 1980, il quitte l'armée d'active et entre dans la réserve. Il reprend le service actif en décembre 1983 et l'année suivante intègre l'entraînement des forces spéciales. En juin 1986, il est affecté au 1st Special Forces Operational Detachment-Delta connu sous le nom de "Delta Force". De décembre 1989 à janvier 1990, il participe à l'Invasion du Panama par les États-Unis.

### Guerre de Somalie

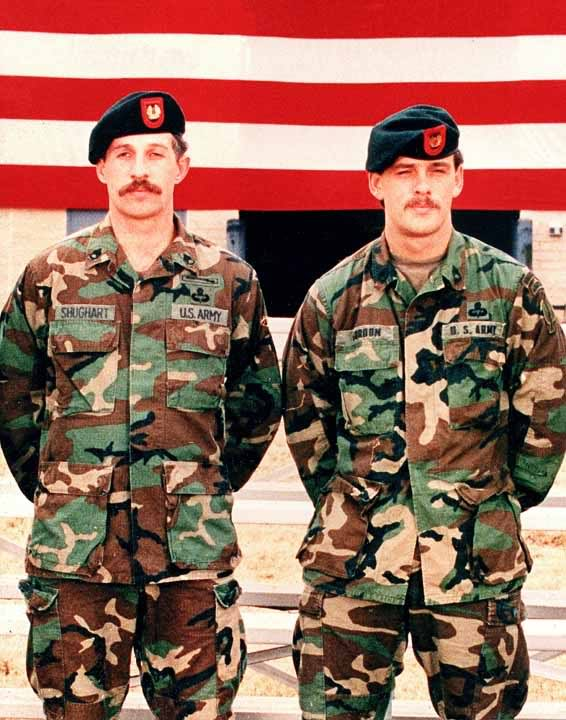
Randall Shughart (à gauche) et Gary Gordon.

En 1993, Randall Shughart est déployé en Somalie où les États-Unis ont séparé leurs troupes de celles de l'ONU afin de pouvoir agir plus librement contre Mohamed Farrah Aidid qui mène une guérilla contre les américains. Le 3 octobre est lancée l'opération Gothic Serpent dont le but est d'appréhender des conseillers d'Aidid réunis dans un hôtel du centre de Mogadiscio,. Des hommes de la Delta Force sont déposés sur l'hôtel par des MH-6 Little Bird pendant que les soldats du 3e bataillon du 75e régiment de rangers, déposés par des UH-60 Black Hawk, sécurisent les abords du bâtiment. Restés dans les airs à bord d'un Little Bird, Shughart et son coéquipier Gary Gordon sont chargés de couvrir le dispositif en tant que tireurs d'élite. Alors que les prisonniers somaliens sont placés à bord d'un convoi de Humvees pour être acheminés vers la base américaine, deux hélicoptères Blackhawk portant les indicatifs Super 6.1 et Super 6.4 sont successivement touchés par des tirs de lance-roquettes et se crashent dans les rues de Mogadiscio,.
Les secours rencontrant d'énormes difficultés pour parvenir jusqu'aux hélicoptères, Shughart et Gordon demandent l'autorisation de se poser près de Super 6.4 pour sécuriser les lieux mais se voient refuser leur demande à deux reprises avant d'y être autorisés. Déposés à une centaine de mètres, les deux hommes rejoignent la carcasse de l'appareil pour constater que seul le pilote, Michael Durant, est encore en vie. Après avoir extrait et mis à l'abri ce dernier, les deux Delta Forces s'efforcent de sécuriser la zone, qui se retrouve assaillie par une centaine de Somaliens. Gary Gordon est tué et Shughart récupère son arme pour la donner à Michael Durant avant d'être abattu à son tour. Le pilote est fait prisonnier. Retrouvés quelques jours plus tard, les corps des deux Deltas sont rapatriés aux États-Unis et Randall Shughart est inhumé à Carlisle en Pennsylvanie,. Le 23 mai 1994, Randall Shughart et Gary Gordon sont décorés à titre posthume de la Medal of Honor par le président des États-Unis Bill Clinton. Ils sont les premiers à recevoir cette distinction depuis la guerre du Viêtnam.

## Décorations
|                         |  |  |
|                         |  |  |
|                         |  |  |
| Bronze oak leaf cluster |  |  |
|                         |  |  |
|                         |  |  |
|                         |  |  |
|                         |  |  |

| Combat Infantryman Badge                    |                                             |                                     |                                     |                                                |                                                |
| Medal of Honor                              |                                             |                                     |                                     |                                                |                                                |
| Purple Heart                                | Purple Heart                                | Meritorious Service Medal           | Meritorious Service Medal           | Commendation Medal                             | Commendation Medal                             |
| Achievement Medal Avec une feuille de chêne | Achievement Medal Avec une feuille de chêne | Good Conduct Medal                  | Good Conduct Medal                  | National Defense Service Medal                 | National Defense Service Medal                 |
| Armed Forces Expeditionary Medal            | Armed Forces Expeditionary Medal            | NCO Development Ribbon              | NCO Development Ribbon              | Army Service Ribbon                            | Army Service Ribbon                            |
| Master Parachutist Badge                    | Master Parachutist Badge                    | Military Freefall Parachutist Badge | Military Freefall Parachutist Badge | Expert Marksmanship Badge Avec agrafes "Fusil" | Expert Marksmanship Badge Avec agrafes "Fusil" |
| Ranger Tab                                  | Ranger Tab                                  | Ranger Tab                          | Special Forces Tab                  | Special Forces Tab                             | Special Forces Tab                             |
| Joint Meritorious Unit Award                | Joint Meritorious Unit Award                | Joint Meritorious Unit Award        | Army Valorous Unit Award            | Army Valorous Unit Award                       | Army Valorous Unit Award                       |

## Hommages

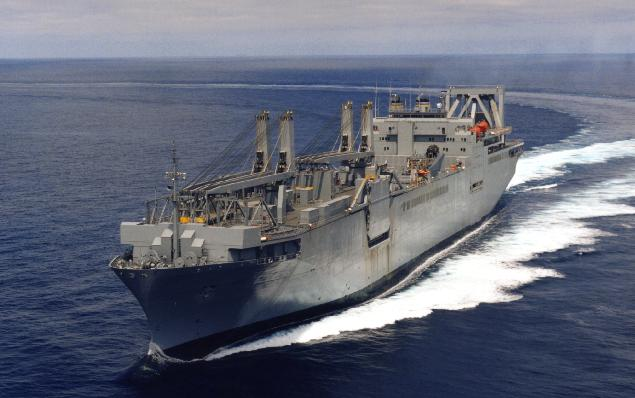
L'USNS Shughart.

- Un navire de l'US Navy, le USNS Shughart, a été baptisé en son honneur.
- Le bâtiment de l'United States Postal Service à Newville porte son nom[8].
- Le film La Chute du faucon noir, de Ridley Scott, met en scène le sacrifice de Randall Shughart qui est incarné par l'acteur Johnny Strong.
- Le jeu vidéo Delta Force: Black Hawk Down représente l'opération Restore Hope et la bataille de Mogadiscio. L'une des missions consiste à se rendre sur l'épave d'un hélicoptère Blackhawk avec des membres de la Delta Force, en référence à Shughart et Gordon.